# Győr
Győr ([ˈɟøːr]ⓘ, en alemán: Raab) es la ciudad más importante del noroeste de Hungría, capital del condado de Győr-Moson-Sopron, y se encuentra en una de las carreteras más importantes de la Europa Central, a medio camino entre Budapest y Viena. La ciudad es la sexta más grande en Hungría, y uno de los cinco principales centros regionales del país.

## Historia
La zona que ocupa la ciudad actualmente ha sido habitada desde tiempos antiguos. El primer gran asentamiento data del siglo V a. C., sus habitantes eran celtas, y la ciudad era llamada Arrabona, nombre que se utilizó aproximadamente hasta el III. Sin embargo, sus formas abreviadas (Raab y Ráb) siguen utilizándose en idiomas como el alemán y el eslovaco, respectivamente. 
Arrabona fue trasladada por los comerciantes durante el siglo I a. C.; posteriormente, el ejército romano ocupó la parte noroeste de Hungría, a la que llamaron Pannonia. Si bien el Imperio romano abandonó la zona en el siglo IV, debido a los constantes ataques de las tribus que vivían al este de la región, la ciudad siguió estando habitada.
Alrededor del 500 el territorio fue ocupado por los eslavos, en el 547 por los lombardos, desde 568 hasta aproximadamente el 800 por los ávaros, y entre 880 y 894 forma parte de la Gran Moravia, y luego fue un territorio fuertemente influenciado por los franceses.
Los magiares ocuparon la ciudad fortificada y la fortaleza romana abandonada alrededor del 900. Esteban I, el primer rey de Hungría, fundó un episcopado. La ciudad recibió entonces su nombre húngaro Győr. Los húngaros vivían en tiendas de campaña, más tarde en casas de campo, en la zona que es ahora la parte sureste del centro urbano. La ciudad se vio afectada por todos las conflictos armados de la historia de Hungría, siendo ocupada por los mongoles durante la invasión mongola de Europa (1241 a 1242), y luego fue destruida por el ejército checo en 1271. Después de la batalla de Mohács, el barón Tamás Nádasdy y el conde György Cseszneky ocuparon la ciudad mientras que el rey Fernando I y Juan I Szapolyai también intentaban hacerlo. Durante la dominación otomana de las partes central y oriental de la actual Hungría (1541, a fines de siglo XVII), el comandante de Győr, Kristóf Lamberg, pensó que sería inútil intentar defender la ciudad del ejército turco, por lo que quemaron toda la ciudad; los turcos no encontraron nada entre las ennegrecidas ruinas, de ahí el nombre turco de Győr, Yanık kale ("Ciudad quemada").
La ciudad fue reconstruida y rodeada con un castillo y una muralla, diseñados por los principales constructores italianos de la época. La ciudad cambió notablemente en esos años, con muchos de los nuevos edificios construidos en estilo renacentista, pero la plaza principal y la red de calles se mantuvo.

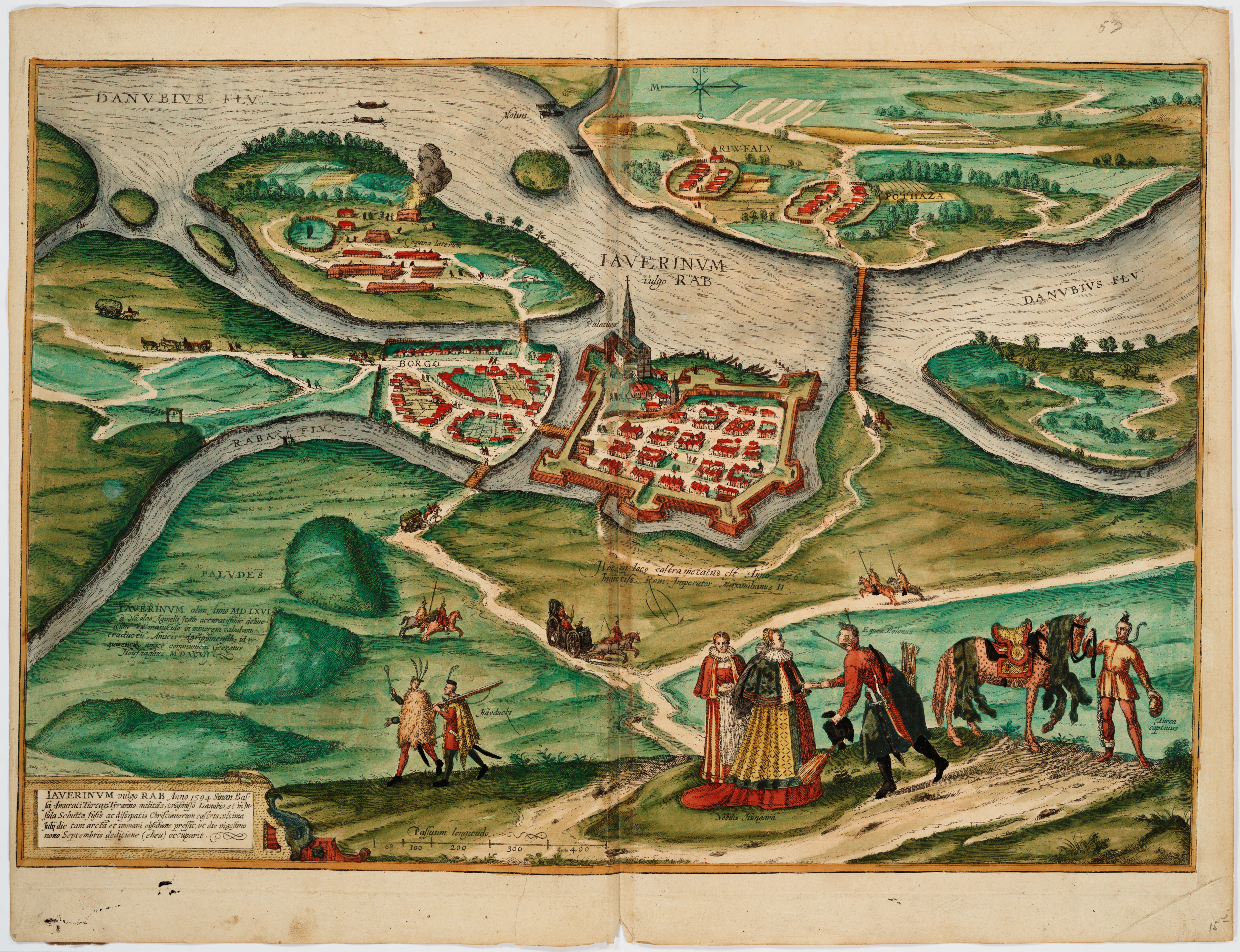
Győr hacia finales del

En 1594, después de la muerte del conde János Cseszneky, capitán de la infantería húngara, el ejército turco ocupó el castillo y la ciudad, pero en 1598 las fuerzas conjuntas de los ejércitos austriaco y húngaro lograron conquistarla. En 1683, los turcos regresaron brevemente, y la volvieron a abandonar después de ser derrotados en la batalla de Viena.
La ciudad prosperó durante los siguientes siglos. En 1743, Győr fue elevada a la condición de Ciudad Imperial Libre por María Teresa. Muchas órdenes religiosas, como jesuitas y carmelitas, se asentaron en la ciudad y construyeron escuelas, iglesias, un hospital y un monasterio.
Napoleón ocupó el castillo, y algunas de sus paredes se encontraban en mal estado. Los dirigentes de la ciudad se dieron cuenta rápidamente de que las viejas murallas eran inútiles. La mayor parte de las murallas fueron destruidas y, por tanto, la ciudad pudo ampliarse.
A mediados del siglo XIX, el papel de Győr en el comercio creció conforme aumentaba el tráfico de buques de vapor por el río Danubio, pero la ciudad perdió su importancia comercial cuando la línea de ferrocarril entre Budapest y Nagykanizsa fue construida en 1861. Los dirigentes de la ciudad compensaron esta pérdida con la industrialización.

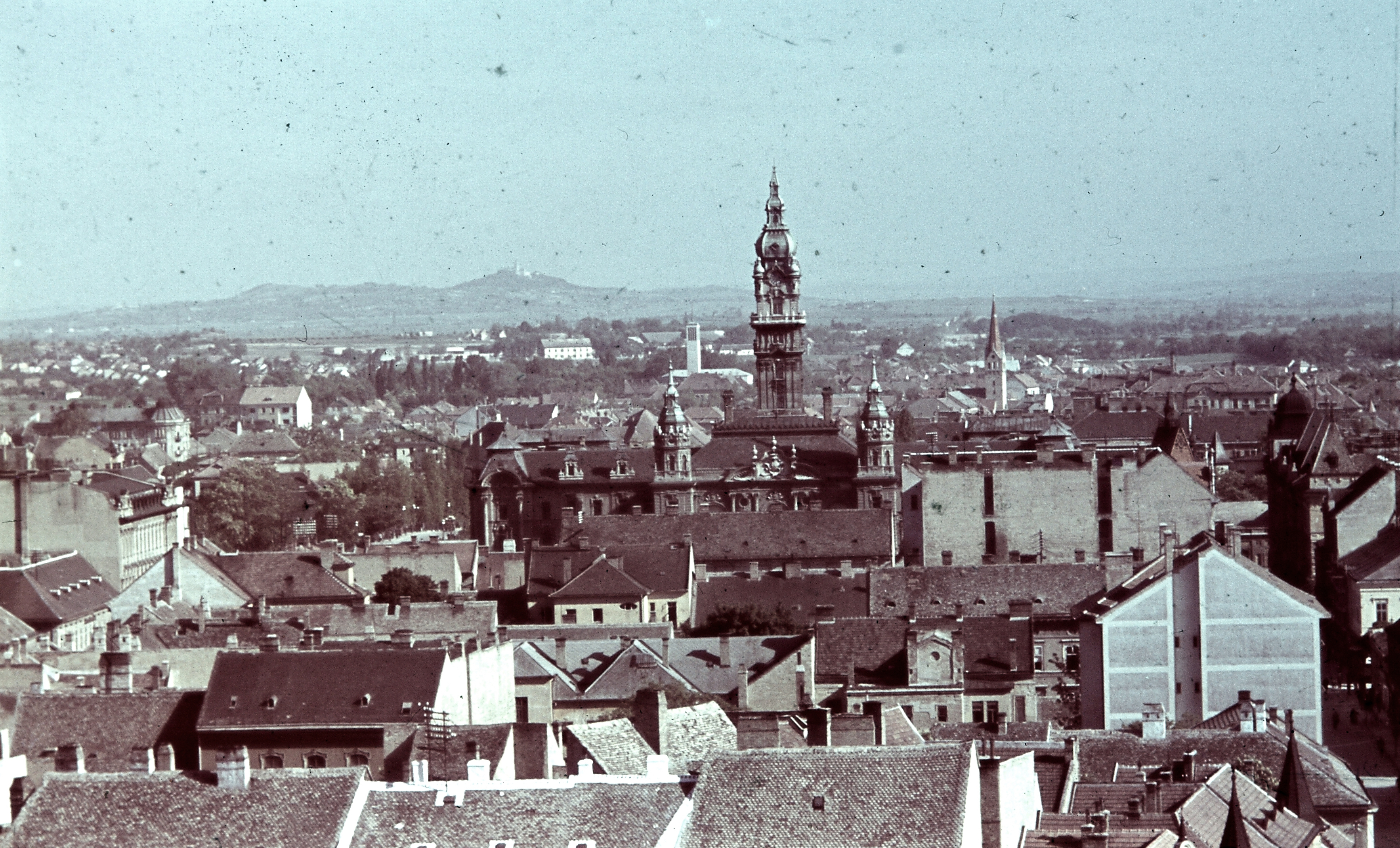
Győr en 1944

La ciudad prosperó hasta la Segunda Guerra Mundial, pero durante la guerra fueron destruidos varios edificios. Los años 1950 y 1960 trajeron aún más cambios, ya que sólo se edificaron grandes bloques de viviendas y los antiguos edificios históricos no recibieron cuidado o atención. En el decenio de 1970 comenzó la reconstrucción del centro urbano, restaurándose numerosos edificios antiguos. En 1989, Győr ganó el Premio Europeo para la Protección de Monumentos.
En el centro de la ciudad de Győr se encuentran los edificios barrocos. El núcleo antiguo es la colina Káptalan, en la confluencia de tres ríos: Danubio, Raba y Rábca. Püspökvár, la residencia de los obispos de Győr (Avenida Káptalan, 5), pueden ser fácilmente reconocida por su torre incompleta. Los edificios más antiguos de Győr son la torre de vivienda del siglo XIII y la capilla gótica Dóczy, del siglo XV. El rango de la Catedral del Obispo es "basílica menor" (Plaza Apor Vilmos püspök).
Actualmente, dentro del Plan de Desarrollo de la ciudad, está la construcción de Városrét, a orillas del Danubio. Va a ser una nueva comunidad con zonas residenciales, comerciales e institutos públicos (guardería, escuela, clínica), así como parques y centros donde puede apreciarse el arte. Entre los principales objetivos de Városrét es que Győr se convierta en un centro regional y, como consecuencia, ofrecer un contrapunto de oportunidades entre Viena y Budapest, además de mejorar la calidad ambiental de la ciudad.
Hoy, Győr es uno de los centros culturales y administrativos más importantes de Hungría. Es también una ciudad universitaria y un popular destino turístico.

## Clima
| Parámetros climáticos promedio de Győr | Parámetros climáticos promedio de Győr | Parámetros climáticos promedio de Győr | Parámetros climáticos promedio de Győr | Parámetros climáticos promedio de Győr | Parámetros climáticos promedio de Győr | Parámetros climáticos promedio de Győr | Parámetros climáticos promedio de Győr | Parámetros climáticos promedio de Győr | Parámetros climáticos promedio de Győr | Parámetros climáticos promedio de Győr | Parámetros climáticos promedio de Győr | Parámetros climáticos promedio de Győr | Parámetros climáticos promedio de Győr |
| Mes                                    | Ene.                                   | Feb.                                   | Mar.                                   | Abr.                                   | May.                                   | Jun.                                   | Jul.                                   | Ago.                                   | Sep.                                   | Oct.                                   | Nov.                                   | Dic.                                   | Anual                                  |
| -------------------------------------- | -------------------------------------- | -------------------------------------- | -------------------------------------- | -------------------------------------- | -------------------------------------- | -------------------------------------- | -------------------------------------- | -------------------------------------- | -------------------------------------- | -------------------------------------- | -------------------------------------- | -------------------------------------- | -------------------------------------- |
| Temp. máx. abs. (°C)                   | 17.5                                   | 20.8                                   | 24.1                                   | 31.2                                   | 33.1                                   | 36.8                                   | 39.6                                   | 40.6                                   | 33.7                                   | 28.1                                   | 23.3                                   | 19.4                                   | 40.6                                   |
| Temp. máx. media (°C)                  | 3.2                                    | 5.9                                    | 11.0                                   | 17.5                                   | 22.1                                   | 25.7                                   | 27.8                                   | 27.6                                   | 22.0                                   | 16.1                                   | 9.4                                    | 3.9                                    | 16.0                                   |
| Temp. media (°C)                       | 0.3                                    | 2.2                                    | 6.4                                    | 11.7                                   | 16.3                                   | 19.9                                   | 21.7                                   | 21.4                                   | 16.6                                   | 11.3                                   | 6.1                                    | 1.4                                    | 11.3                                   |
| Temp. mín. media (°C)                  | −2.4                                   | −1.3                                   | 1.9                                    | 6.0                                    | 10.4                                   | 14.1                                   | 15.7                                   | 15.3                                   | 11.2                                   | 6.7                                    | 3.1                                    | −1.0                                   | 6.7                                    |
| Temp. mín. abs. (°C)                   | -23.4                                  | -22.0                                  | -15.8                                  | -6.0                                   | -1.4                                   | 3.7                                    | 6.1                                    | 4.7                                    | 0.5                                    | -9.4                                   | -14.6                                  | -22.1                                  | -23.4                                  |
| Precipitación total (mm)               | 35.3                                   | 28.6                                   | 42.3                                   | 41.2                                   | 67.5                                   | 72.6                                   | 76.8                                   | 64.8                                   | 85.0                                   | 61.3                                   | 53.1                                   | 40.2                                   | 668.7                                  |
| Días de lluvias (≥ 1 mm)               | 7.3                                    | 7.1                                    | 9.3                                    | 7.3                                    | 9.9                                    | 8.6                                    | 8.9                                    | 7.8                                    | 8.3                                    | 7.9                                    | 9.9                                    | 8.3                                    | 100.6                                  |
| Horas de sol                           | 69.1                                   | 96.2                                   | 152.9                                  | 188.2                                  | 249.4                                  | 272.9                                  | 266.2                                  | 248.5                                  | 159.6                                  | 137.7                                  | 67.4                                   | 57.6                                   | 1965.7                                 |
| Fuente:                                |                                        |                                        |                                        |                                        |                                        |                                        |                                        |                                        |                                        |                                        |                                        |                                        |                                        |

## Deportes
Győr es la sede del Győri ETO Sport Club, que tiene muchas divisiones deportivas. El deporte más popular de la ciudad es el balonmano. El Győri ETO KC es el equipo número uno de balonmano femenino en toda Hungría. Győri ETO FC tiene una historia gloriosa en el fútbol húngaro.
Además, el primer Campeonato de Hungría de ajedrez se celebró en la ciudad en 1906.

## Ciudades hermanadas
- Braşov (Rumania)
- Colmar (Francia)
- Erfurt (Alemania)
- Huelva (España)
- Kuopio (Finlandia)
- Natzrat Illit (Israel)
- Poznań (Polonia)
- Sindelfingen (Alemania)
- Wuhan (China)